# 彼得·莫夫利克
彼得·莫夫利克（波蘭語：Piotr Mowlik，1951年4月21日—），波兰男子足球运动员，司职守门员。他曾代表波兰国奥队参加1976年夏季奥林匹克运动会足球比赛，获得一枚银牌。